# Mark (rivière)
Pour les articles homonymes, voir Mark.
Le Mark est une rivière néerlandaise située dans le Brabant-Septentrional.

## Géographie
La source du Mark se trouve en Belgique, dans la région des landes de Turnhout, sur le territoire de la commune de Merksplas. Cette zone de landes forme la ligne de séparation des eaux entre le bassin versant de l'Escaut et celui de la Meuse.
En Belgique, le Mark passe à Merksplas, à Wortel et à Hoogstraten avant de traverser la frontière belgo-néerlandaise. Aux Pays-Bas, le Mark passe à l'est de Galder et à l'ouest d'Ulvenhout, avant de traverser la ville de Bréda, où il reçoit l'Aa of Weerijs et où la rivière fait partie des canaux d'enceinte de la vieille ville. Après Bréda et la zone portuaire construite sur la rivière, le Mark passe à Terheijden et fait un virage d'environ 90° vers l'ouest.
Près de Standdaarbuiten, la rivière se jette dans le Dintel. Le Dintel se jette via le Volkerak dans le Hollands Diep.

### Affluents et canaux
- Kleine Mark
- Hollandse Loop
- Merkske
- Aa of Weerijs à Bréda
- Via le Canal du Mark, le Mark est relié à la Donge
- Via le Roode Vaart, le Mark est relié au port de Moerdijk et le Hollands Diep
- Via le Canal du Mark au Vliet, le Mark est relié au Roosendaalse Vliet et au Steenbergse Vliet

## Actualité
Entre 2004 et 2008, la ville de Bréda entreprend un grand chantier pour rétablir le cours historique du Mark dans le vieux centre.

## Source
- (nl) Cet article est partiellement ou en totalité issu de l’article de Wikipédia en néerlandais intitulé « Mark (Dintel) » (voir la liste des auteurs).